# Bionicohand
Bionicohand est un projet de prothèse bionique de main do-it-yourself à bas coût, publié sous licence libre.

## Historique
Le projet démarre quand Nicolas Huchet, amputé de la main droite depuis 2002, est équipé d'une prothèse au mouvement très limité qu'il n'apprécie pas. Il souhaite créer une prothèse bionique de main polydigitale à bas coût, coûtant moins de 1 000 euros, là où les produits du marché coûtent entre 15 000 et 60 000 euros, ne sont pas remboursés par la Sécurité sociale et n'intéressent que peu les fabricants. 
Il découvre en 2012 l'impression 3D au Fab Lab de Rennes et en repart avec un pré-projet. Cinq mois après, une première main, capable d'attraper des objets, est fabriquée pour 200 euros à 300 euros en 2013. Ce modèle simple évolue pour être imprimé en trois dimensions pour un coût de moins de 1 000 euros.
Nicolas Huchet collabore avec des laboratoires de recherche, tels que l'université Johns-Hopkins ou l'Institut de biorobotique de Pise,.
L'association My human kit est créée dans le but de soutenir l'initiative Bionicohand, qui implique une dizaine de personnes, ainsi que d'autres projets liés au DIY et au handicap. En octobre 2015, Bionicohand récolte 200 000 euros au Google Impact Challenge.

## La prothèse
La main se base sur un modèle tridimentionnel de main créé par Gaël Langevin pour le robot InMoov. Elle est commandée par les impulsions électriques de l'avant-bras. Le traitement des informations est géré par une carte Arduino, la commande de l'ouverture et de la fermeture des doigts étant réalisé par du fil de pêche.

## Récompenses et nominations
- Prix du MIT des innovateurs de moins de 35 ans France, catégorie innovation sociale[11], 3e édition[5],[7].
- Prix de la Maker Fair de Rome, 2013[1]
- Google Impact Challenge 2015[8]